# Denis Dessaer
Denis Dessaer (Brussel, 17 juni 1983) is een Belgisch voetbaltrainer en voormalig voetballer. Als voetballer werd hij meestal uitgespeeld centraal in de verdediging. 

## Spelerscarrière
Dessaer begon zijn carrière bij FC Brussels waarna hij in juli 2004 de overstap maakte naar FC Denderleeuw EH, deze club werd 1 jaar later door een fusie omgedoopt tot FCV Dender EH. In juli 2006 werd Dessaer getransfereerd naar Dilbeek Sport waar hij 1 seizoen actief zou zijn. Hierna tekende hij bij Eendracht Aalst waar hij twee seizoenen deel zou uitmaken van het eerste elftal. In 2009 plukte White Star Brussel hem weg, bij deze club zou hij 4 seizoenen actief zijn. Hij groeide er uit tot een vaste basisspeler en aanvoerder van het team van trainer Felice Mazzu. 
In de zomer van 2013 maakte Dessaer de overstap naar eersteklasser KV Oostende, hier wisselde hij de bank geregeld af met een plaats in de basisopstelling. Dessaer speelde dat seizoen 19 wedstrijden waarin hij ook één keer wist te scoren. Na dit ene seizoen trok Dessaer naar tweedeklasser KV Woluwe-Zaventem om 1 seizoen later opnieuw een stap terug te zetten naar derdeklasser Racing Mechelen. 
In de zomer van 2016 sloot hij zich aan bij KSV Bornem dat na de hervorming van het amateurvoetbal in België uitkwam in de Tweede klasse amateurs. In februari 2017 zette hij hier zijn spelersloopbaan stop omdat hij de kans kreeg om hoofdtrainer van de ploeg te worden. Na zijn passage als hoofdcoach van Bornem besloot Dessaer om toch opnieuw te gaan voetballen, hij sloot zich aan bij Diegem Sport dat uitkwam in de Derde Klasse amateurs. Hij werd met zijn ploeg 4de in de eindklassering, Diegem wist echter via de eindronde toch te promoveren. Na afloop van dit seizoen hing hij zijn voetbalschoenen definitief aan de haak. 

## Trainerscarrière

### Hoofdtrainer in lagere reeksen
In februari 2017 werd Dessaer aangesteld als de nieuwe trainer van KSV Bornem, hij volgde hier Bart Selleslags op die er al van 2014 aan de slag was. Dessaer werd uiteindelijk 14de in de eindranking en behoede zijn ploeg zo voor de degradatie. Na afloop van het seizoen werd de samenwerking stopgezet. In de zomer van 2018 werd hij aangesteld als coach van BOKA United dat uitkomt in de Tweede provinciale in de provincie Vlaams-Brabant. Hij leidde zijn team in het seizoen 2018-2019 naar een 5de plek in het eindklassement. 

### KRC Genk
Op 18 juni 2019 werd bekend dat Dessaer wordt aangesteld als assistent-coach bij eersteklasser KRC Genk, hij komt hier Felice Mazzu opnieuw tegen onder wie Dessaer kapitein was bij White Star Brussel toen Mazzu er hoofdtrainer was. Nadat Mazzu in november 2020 ontslagen werd wegens tegenvallende resultaten werd ook besloten om de samenwerking tussen Genk en Dessaer te beëindigen.

## Trivia
- Dessaer trouwde in 2008, hij heeft 2 dochters.